# Saltoro Kangri
Il Saltoro Kangri è la vetta più alta delle montagne Saltoro, catena montuosa appartenente al Karakorum. Si tratta di una delle montagne più alte della Terra, ma si trova in una posizione molto remota del Karakorum.
È situata in una regione controllata dall'India, sul fianco meridionale del ghiacciaio di Siachen.

## Prime scalate
Il primo tentativo di scalata avvenne nel 1935 da parte di una spedizione britannica guidata da J. Walzer.
La prima salita del Saltoro Kangri avvenne nel 1962, da parte di un team giapponese e pakistano guidato da T. Shidei che raggiunse la cima il 24 luglio.